# Chú Vẹt hoang đàng trở về
Chú Vẹt hoang đàng trở về (tiếng Nga: Возвращение блудного попугая) là loạt phim hoạt hình nổi tiếng của Aleksandr Kurlyandsky và Valentin Karavayev.

## Nội dung

### Nhân vật
- Vẹt Kesha
- Vovka: Cậu chủ của Kesha và Mèo Bự
- Mèo Bự
- Quạ
- Cún